# Факторпространство по подпространству
Факторпространство по подпространству в линейной алгебре — факторпространство, определяемое для векторного пространства {\displaystyle (X,\;\mathbb {F} ,\;+,\;\cdot )} по его подпространству {\displaystyle (X_{0},\;\mathbb {F} ,\;+,\;\cdot )} как пространство над фактормножеством {\displaystyle X} по отношению эквивалентности {\displaystyle x\sim y\Leftrightarrow x-y\in X_{0}}.
Обозначение — {\displaystyle X/X_{0}}.

## Факторотображение
Отображение {\displaystyle \varphi \colon X\mapsto X/X_{0}}, сопоставляющее каждому элементу из {\displaystyle X} класс эквивалентности, в котором он лежит, называется факторотображением.
Факторотображение даёт возможность определить на {\displaystyle X/X_{0}} векторную структуру, задав операции {\displaystyle \langle +,\;\cdot \rangle } следующим образом:
- {\displaystyle x_{1}+x_{2}=\varphi (\varphi ^{-1}(x_{1})+\varphi ^{-1}(x_{2}))\qquad \forall x_{1},\;x_{2}\in X/X_{0};}
- {\displaystyle \lambda x=\varphi (\lambda \varphi ^{-1}(x))\qquad \forall x\in X/X_{0},\;\lambda \in \mathbb {F} .}

Факторотображение на таком пространстве линейно.
Свойства факторотображения:
1. {\displaystyle \varphi \in {\mathcal {L}}(X,\;X/X_{0});}
2. {\displaystyle \mathrm {im} \,{\varphi }=X/X_{0}}, то есть {\displaystyle \varphi } — эпиморфизм;
3. {\displaystyle \ker \varphi =X_{0}}, что эквивалентно {\displaystyle \varphi ^{-1}(0)=X_{0}}.

## Связанные определения
Понятие факторпространства по подпространству позволяет определить:
- кообраз линейного отображения {\displaystyle T\in {\mathcal {L}}(X,\;Y)\colon \mathrm {coim} \,T=X/\ker T};
- коядро линейного отображения {\displaystyle T\in {\mathcal {L}}(X,\;Y)\colon \mathrm {coker} \,T=Y/\mathrm {im} \,T}, при условии что {\displaystyle \mathrm {im} \,T\in \mathrm {Lat} (Y)}.
- коразмерность {\displaystyle X_{0}\in \mathrm {Lat} (X)\colon \mathrm {codim} \,X_{0}=\dim X/X_{0}};
- Фактор-полунорма в факторпространстве, порождённая полунормой {\displaystyle p\colon \forall w\in X/X_{0}\quad p_{X/X_{0}}(w)=\inf p(\varphi ^{-1}(w))}.

## Сопутствующие теоремы
- Существование снижения на кообраз:

{\displaystyle \forall T\in {\mathcal {L}}(X,\;Y)\,\exists {!}\,T_{c}\in {\mathcal {L}}(\mathrm {coim} \,T,\;Y)\colon T=T_{c}\varphi ,\;\ker T_{c}=\{0\}.}
- Теоремы об изоморфизме:

{\displaystyle \mathrm {coim} \,T\simeq \mathrm {im} \,T}
{\displaystyle X_{0},\,X_{1}\in \mathrm {Lat} (X):X=X_{0}\oplus X_{1}\Rightarrow X/X_{0}\simeq X_{1};\,X/X_{1}\simeq X_{0}}
- Теорема о непрерывности факторотображения:

{\displaystyle \varphi \in {\mathcal {B}}(X,\;X/X_{0}).}
- {\displaystyle \varphi ^{-1}(\ker p_{X/X_{0}})=\mathrm {cl} \,X_{0}.}
- {\displaystyle (X/X_{0},\;p_{X/X_{0}})} — хаусдорфово {\displaystyle \Leftrightarrow X_{0}=\mathrm {cl} \,X_{0}}.

Хаусдорфовость полунормированного пространства, как известно, позволяет[уточнить] определить на нём норму, а по норме и метрику.
- Признак полноты {\displaystyle X\colon X_{0},\;X/X_{0}} — полны {\displaystyle \Rightarrow X} — полно.
- {\displaystyle X_{0}} — гиперплоскость {\displaystyle \Leftrightarrow \mathrm {codim} \,X_{0}=1}.
- Неравенства для подчинённой фактор-полунормы:

{\displaystyle \forall w\in X/X_{0},\;\forall x\in \varphi ^{-1}(w)\;p_{X/X_{0}}(w)\leqslant p(x);}
{\displaystyle \forall w\in X/X_{0},\;\forall \varepsilon >0\;\exists x\in \varphi ^{-1}(w)\colon p(x)\leqslant (1+\varepsilon )p_{X/X_{0}}(w).}
- Лемма о снежинке.